# Vecchia Dogana
La Vecchia Dogana (in francese: Ancienne Douanne), o nel locale dialetto alsaziano Koïfhus, è un caratteristico e storico edificio situato al numero 29 della Grand'Rue di Colmar, nella regione francese dell'Alsazia.

## Storia e descrizione

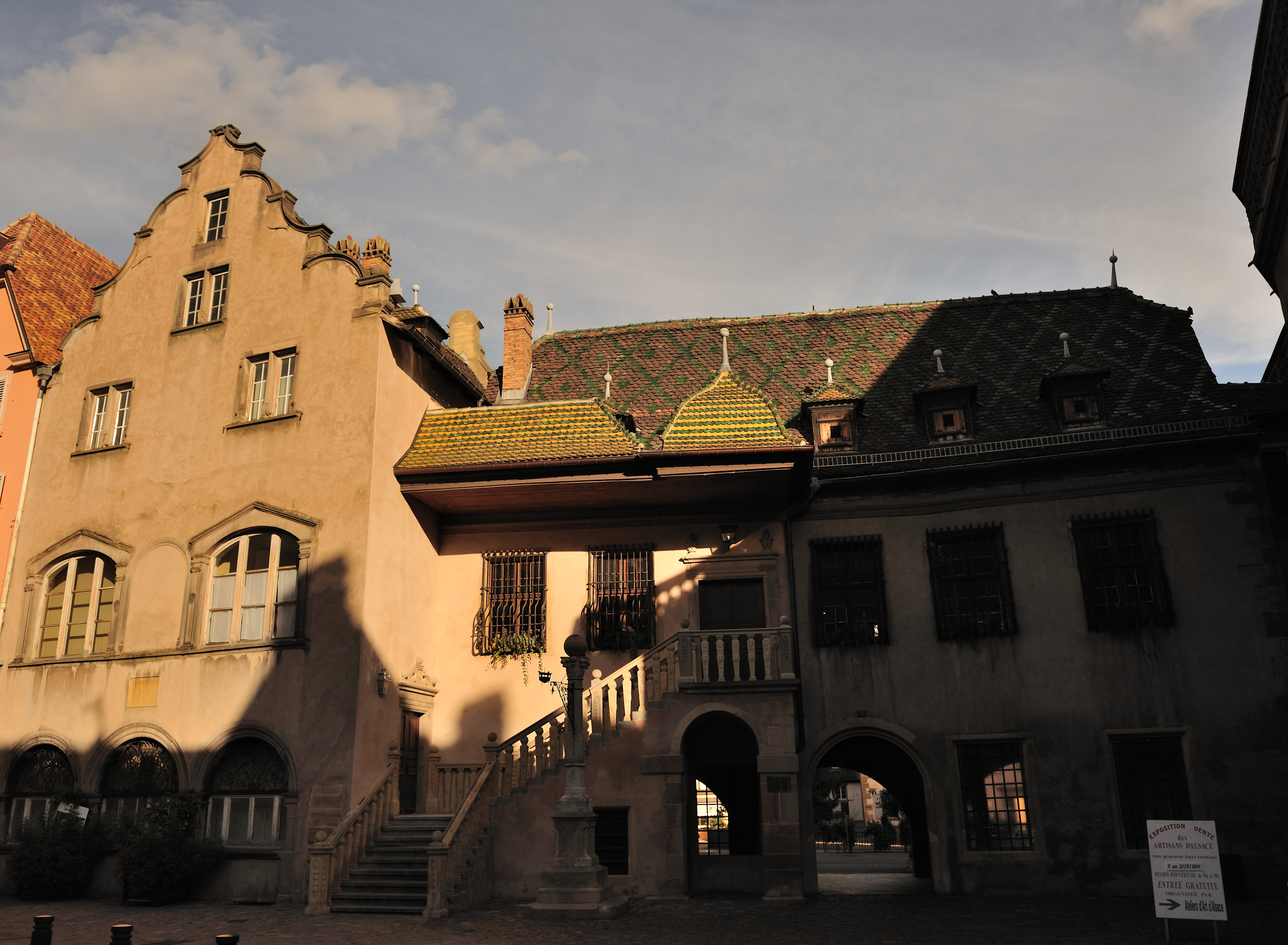
Il fronte posteriore

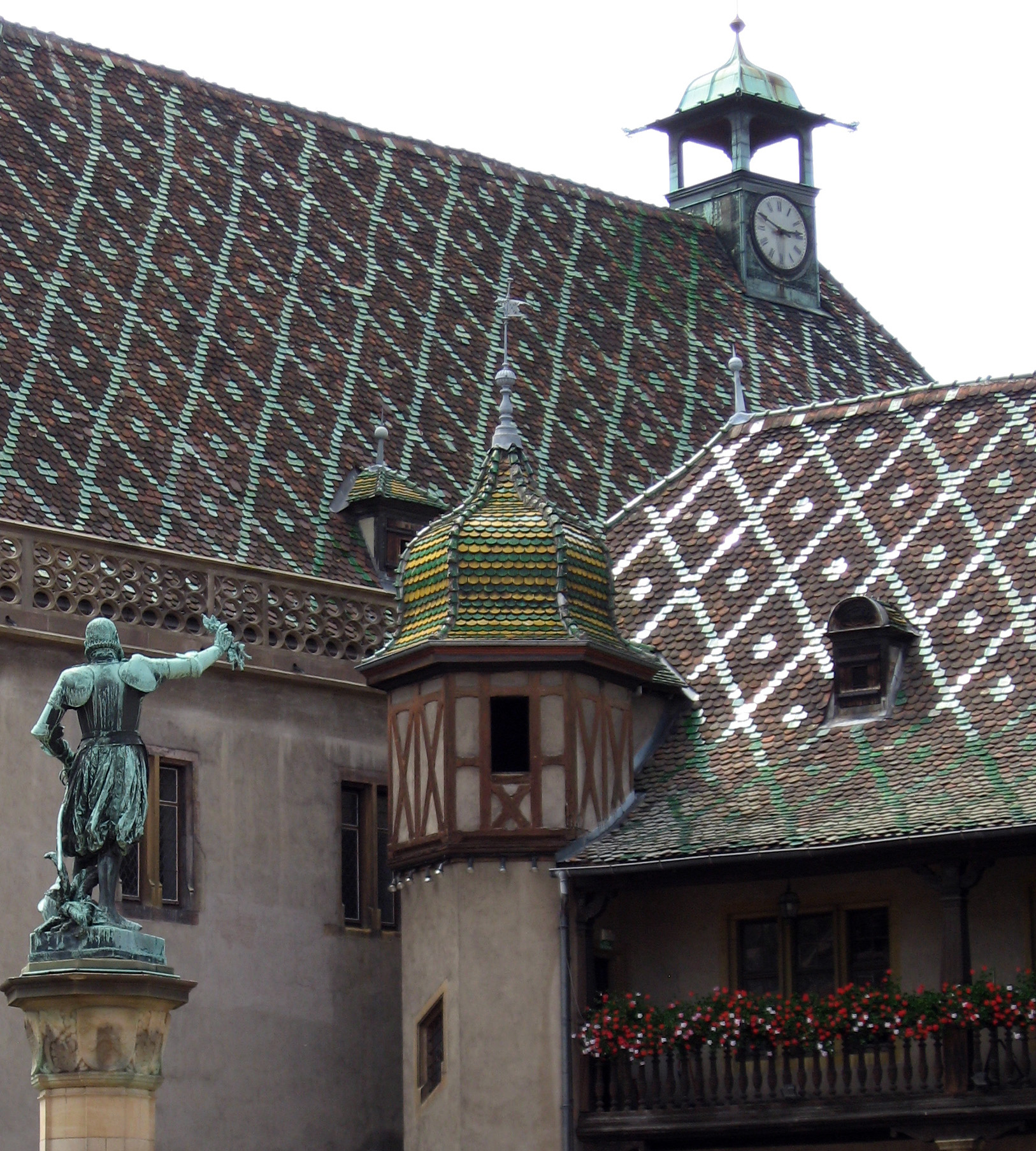
Particolare dei tetti

L'edificio venne iniziato nel 1480 e poi modificato nel corso dei secoli XVI e XVIII.
Fu la sede amministrativa ed economica della città; al piano terra accoglieva il magazzino di stoccaggio merci e l'ufficio di tassazione sia per le merci importate che per quelle esportate. Accoglie al piano superiore la grande Salle de la Décapole, con soffitto ligneo, destinata alle riunioni della Decapoli alsaziana.
Essenzialmente la Dogana di Colmar si compone di due edifici, il primo a pianta rettangolare, con portale sormontato da un'aquila bicefala risale al 1480; il secondo, del XVI secolo, prospetta sul lato posteriore una bella scala rinascimentale che conduce alla Salle de la Décapole; e sulla facciata una torretta scalare ottagonale e un portico a pesanti archi ribassati che sorregge una loggia a colonne in pietra e balconata in legno. Il tutto è coperto da grandi tetti a forti spioventi ricoperti delle caratteristiche maioliche colorate.
Gli interni degli edifici vennero dichiarati "Monumento storico di Francia" nel 1930, mentre le facciate e le coperture lo furono solo nel 1974.